# Містер няня
«Мі́стер ня́ня» («Mr. Nanny») — американська кінокомедія 1993 року, знята режисером Майклом Готтлібом з Халком Хоганом у головній ролі.

## Сюжет
Шон Армстронг (Халк Хоган) — колишній реслер, який живе в Палм-Біч, Флорида, і страждає від кошмарів, пов'язаних з реслерськими днями. Берт Вілсон (Шерман Гемслі), друг і колишній менеджер Шона, травмував ногу після порятунку життя Шона й зазнає фінансових труднощів зі своїм бізнесом із забезпечення особистої безпеки. За допомогою ниття і акторської майстерності Берту вдається переконати Шона влаштуватися охоронцем до Алекса Мейсона-старшого (Остін Пендлтон), глави престижної технологічної фірми Mason Systems, яка розробляє нову протиракетну систему, проєкт Peacefinder. Життєво важлива інформація для цього проєкту зберігається на мікрочипі. Але Шон повинен охороняти не винахідника й не чип — він повинен доглядати за двома дітьми Мейсона: Алексом-молодшим (Роберт Горман) і Кейт (Мейделін Зіма).
Алекс і Кейт — двоє пустотливих дітей, які борються за увагу свого батька, який часто буває відсутній, сіючи хаос у домі за допомогою витончених і досить жорстоких витівок і пасток. Їхньою головною мішенню стають няні, яким він доручив піклуватися про них (Алекс-старший — вдівець). Однак їхній батько виявляється або занадто розсіяним, або занадто поблажливим, що змушує дітей і далі бешкетувати. Думаючи, що він — нова (хоча й незвичайна) заміна, вони знаходять нову ціль в особі Шона. Але після однієї невдалої витівки, в якій бере участь басейн, наповнений червоним барвником («Кривава яма»), Шон, нарешті, проявляє свою владу і не тільки втихомирює Алекса і Кейт, але й відкриває очі їхньому батькові на його сімейні проблеми, а також зближується з дітьми й допомагає їм розібратися з їхніми власними проблемами.
За чипом Мейсона полює Томмі Танатос (Девід Йохансен), безпринципний і марнославний злочинець, який не зупиниться ні перед чим, щоб його дістати. Як з'ясовується, Шон і Берт одного разу вже були жертвами якогось із його планів. Однак Берт кинувся на Шона і дістав кулю в праву ногу; Шон переслідував Танатоса на даху стадіону, і після запеклої сутички Танатос впав головою вперед у порожній басейн. Внаслідок цього нещасного випадку в нього була проломлена верхня частина черепа, довелося прикріпити сталеву черепну пластину й видалити частину його афро.
Танатос викрадає Алекса-старшого за допомогою Френка Олсена (Раймонд О'Коннор), корумпованого начальника служби безпеки компанії Mason Systems (від якого позбавляються по дорозі до сховища), і вимагає від нього передати чип. Коли Алекс-старший (який сховав чип у ляльці Кейт) відмовляється, Танатос викрадає Алекса і Кейт, щоб змусити його підкоритися. Попри доблесні зусилля, Шон бере гору, і Берт теж викрадений, що дає Танатосу несподіваний бонус до помсти. Але Шону вдається вистежити Танатоса і за допомогою своїх друзів перемогти лиходіїв. Коли Танатос готується напасти на Шона, Алекс-старший і діти активують імпровізований електромагніт, щоб запустити його в нічне небо, залишивши тільки черепну пластину.
Фільм закінчується тим, що Шон готується взяти відпустку в Mason. Але Алекс і Кейт мають намір повернути його набагато раніше — і тому Шон стає жертвою чергового розіграшу.

## У ролях
- Халк Хоган — Шон Армстронг
- Шерман Гемслі — Берт Вілсон
- Остін Пендлтон — Алекс Мейсон-старший
- Роберт Гай Горман — Алекс Мейсон-молодший, син Алекса
- Мадлен Зіма — Кейт Мейсон, дочки Алекса
- Реймонд О'Коннор — Френк Олсен
- Мазер Лав — Корінн
- Девід Йохансен — Томмі Танатос
- Пітер Кент — Вольфганг
- Джен Санг — Кодзіро
- Джефф Молдован — Джоко
- Арті Малескі — Скіпер
- Тім Павелл — лейтенант
- Сенді Мілке — директор
- Дарсі Осіекі — вчителька
- Келлі Ерін — няня
- Джошуа Сантьяго — Хуліган № 1
- Денні Фотоу — Хуліган № 2
- Афа Аноаї — камео
- Брутус Біфкейк — камео
- Джордж Стіл — камео
- Джим Нейдгарт — камео
- Камала — камео
- Анджелін-Роуз Трой — студентка

## Знімальна група
- Режисер — Майкл Готтліб
- Сценарій — Майкл Готтліб, Едвард Ругофф
- Продюсер — Роберт Енгельман
- Оператор — Пітер Стейн
- Композитор — Девід Йохансен, Браян Кунін
- Монтаж — Ерл Гаффарі, Майкл Ріппс